# Michael Strank

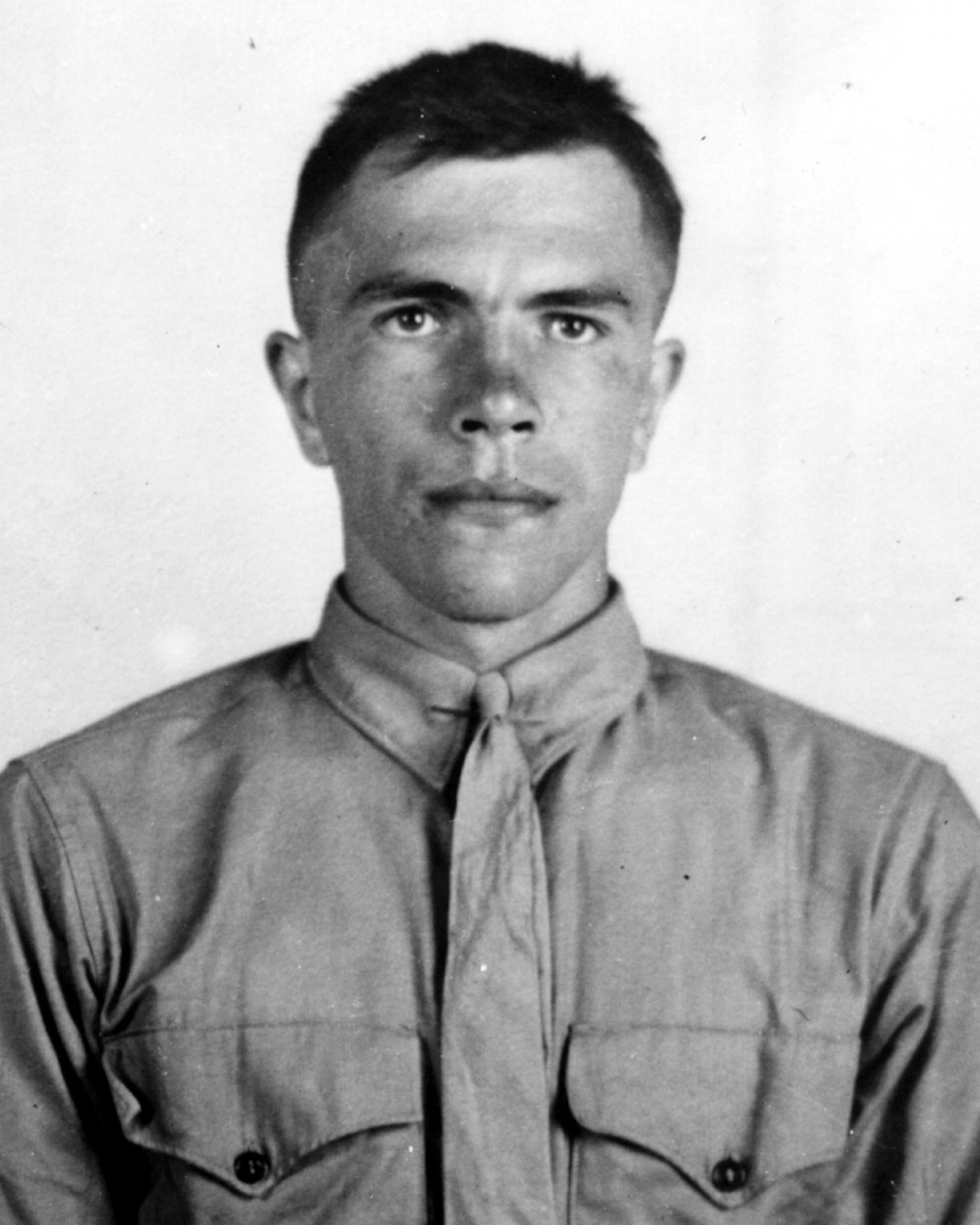
Michael Strank

Michael Strank (ukrainisch Майкл Стренк, slowakisch Michal Strenk; * 10. November 1919 in Jarabina (Tschechoslowakei); † 1. März 1945 auf Iwojima (Japan)) war ein US-amerikanischer Soldat ukrainisch-lemkischer Abstammung und Mitglied des US-Marine Corps.
Er ist einer der sechs Flagraisers, die auf einem Berg der Insel Iwojima die US-Flagge hissten und durch das dabei geschossene Foto Raising the Flag on Iwo Jima berühmt wurden.

## Leben
Strank wurde in dem kleinen Dorf Jarabina als Sohn von Vasil Strank und Martha Grofikova geboren. Als er sechs Jahre alt war, wanderten seine Eltern mit ihm in die USA aus, wo sein Vater in Franklin nahe Johnstown in Pennsylvania Arbeit in einem Stahlwerk fand. Die High School schloss er 1937 ab. Danach trat der dem Civilian Conservation Corps bei, wo er 18 Monate blieb.

### Militärische Laufbahn
Am 6. Oktober 1939 verpflichtete er sich für vier Jahre beim Marine Corps. Die Grundausbildung erfolgte im Marine Corps Recruit Depot Parris Island, wo er auch danach, mit Ausnahmen von Aufenthalten auf Guantanamo Bay und Marine Corps Air Station New River, verblieb. Er war der 1st Marine Division unterstellt.
April 1942 wurde er von San Diego nach Uvea verschifft. Danach nahm er von Februar bis März 1943 an der Landungsoperation auf Pavuvu (Russell-Inseln) teil. Von November 1943 bis Januar 1944 nahm er an der Landung in der Kaiserin-Augusta-Bucht bei Bougainville teil. Im Februar kehrte er in die Vereinigten Staaten zurück.

### Iwo Jima

Position von Michael Strank auf dem berühmten Foto von Joe Rosenthal

Nach dem Heimaturlaub wurde er der 5th Marine Division unterstellt und absolvierte weitere Kampfausbildungen im Camp Pendleton und auf Hawaii. Danach nahm er am 19. Februar 1945 an der Landung auf Iwojima während der Schlacht um Iwojima teil.
Vier Tage nach der Landung war er der Führer eines kleinen Trupps von Soldaten, die die Aufgabe hatten, die eben gehisste US-Flagge auf dem Berg Suribachi durch eine größere und besser zu sehende Flagge auszutauschen. Während dieses Austausches wurde der Trupp von dem Kriegsfotografen Joe Rosenthal fotografiert. Dieses Foto, bekannt unter dem Namen Raising the Flag on Iwo Jima, wurde eines der bekanntesten Kriegsfotografien und ist das wahrscheinlich am meisten reproduzierte Bild überhaupt. Das Foto erhielt 1945 den Pulitzer-Preis und diente u. a. als Vorlage für das US-Marine-Denkmal nahe Washington.
Obwohl der Berg eingenommen wurde, gingen die Kämpfe mit großer Härte weiter. Michael Strank starb am 1. März 1945 zusammen mit dem Flagraiser Harlon Block durch Friendly Fire, nachdem er von einem Schrapnell eines amerikanischen Kriegsschiffes getroffen wurde, während er den Plan einer neuen Kampfoperation in den Sand zeichnete. Sie waren die ersten zwei der sechs auf dem Foto befindlichen Soldaten, die zu Tode kam.
Die sterblichen Überreste von Michael Strank wurden 1949 in die Vereinigten Staaten überführt und fanden ihre letzte Ruhestätte auf dem Nationalfriedhof Arlington im Grab 7179, Abteil 12.

### Auszeichnungen
Michael Strank erhielt folgende Auszeichnungen:
- Presidential Unit Citation (mit 1 Stern, für seinen Dienst auf Kuba)
- American Defense Service Medal
- American Campaign Medal
- Asiatic-Pacific Campaign Medal
- World War II Victory Medal
- Bronze Star
- Purple Heart (posthum)

## Staatsbürgerschaft
2008 entdeckte Gunnery Sergeant Matt Blais, der dem Sicherheitsdienst der amerikanischen Botschaft in der Slowakei zugeteilt war, dass Strank kein geborener US-Amerikaner war, sondern die Staatsbürgerschaft mit der Einbürgerung seines Vaters 1935 bekommen, jedoch nie eine Urkunde darüber erhalten hatte.
Blais wandte sich deshalb an die Einwanderungsbehörde mit dem Ersuchen, dieses nachzuholen. Am  29. Juli 2008 wurde Stranks jüngster Schwester, Mary Pero, in einer Zeremonie vor dem United States Marine Corps War Memorial die Urkunde überreicht, welche sie voller Stolz entgegennahm.

## Darstellung im Film
Der Film Flags of our Fathers von Clint Eastwood stellt die Geschichte um das Hissen der Flagge dar. Die Person Michael Strank wird darin von Barry Pepper dargestellt.